# Balzan Youths FC
A Balzan Youths FC máltai labdarúgócsapat, melyet 1937-ben alapítottak. Székhelye Balzan városában található. A 2010–11-es bajnoki idényben megnyerte a máltai másodosztályú pontvadászatot.

## Külső hivatkozások
- Hivatalos oldal (angolul)
- Adatlapja Archiválva 2020. augusztus 30-i dátummal a Wayback Machine-ben a foot.dk-n (dánul)
- Adatlapja[halott link] a Weltfussballarchiv.com-on (angolul)
- Legutóbbi eredményei a Soccerwayen (angolul)